# المعهد العالي للموسيقى بصفاقس
المعهد العالي للموسيقى بصفاقس هو مؤسسة عمومية تونسية تابع لوزارة التعليم العالي والبحث العلمي والتكنولوجيا وتحت إشراف مباشر لجامعة صفاقس، أنشئ عام 1999 بمقتضى الأمر عدد 559 لسنة 1999 المؤرخ في 8 مارس 1999 .

شعار المعهد العالي للموسيقى بصفاقس

.

## أرقام
- طبقا لأرقام 2007 -2008 يدرس بالمعهد 344 طالبا من بينهم 114 طالبة.

## الشهادات
يسند المعهد الشهادات التالية:
- شهادة الدراسات الجامعية للمرحلة الأولى في الموسيقى والعلوم الموسيقية.
- شهادة الأستاذية في الموسيقى والعلوم الموسيقية.
- شهادة الإجازة التطبيقية في الفنون اختصاص تقنيات التقاط الصوت.
- الماجستير: تدوم مدة الدراسة بها ثلاث سداسيات .

## وصلة خارجية
- موقع المعهد العالي للموسيقى بصفاقس.